# Blågårdsgade
Blågårdsgade er en sidegade til Nørrebrogade på Indre Nørrebro i København. Gaden er indrettet som gågade og indeholder en række selvstændige forretninger, herunder adskillige caféer og restauranter, enkelte små pladeforretninger, samt butikker inden for mode og boligindretning. 
Blågårdsgade er i øvrigt kendt for Blågårds Plads, som er et populært sted at afholde arrangementer og fester i sommerhalvåret. 
Gadens navn stammer fra det kongelige slot Blågård, der lå her, før Nørrebro blev bebygget. I 1827 gav Frederik 6. en isenkræmmer privilegier til at etablere et jernstøberi på grunden, der fortsatte under ledelse af Anker Heegaard.
Indtil 1859 gik gaden under navnet Blågårdsvejen eller Blågårds Langvej. Der var kun to egentlige veje i området, nemlig Blågårdsvejen og Korsvejen, der fik navnet Korsgade i 1860.
I 1830'erne voksede der på begge sider af Blågårdsgade et par enkelte ejendomme frem foruden Heegårds jernstøberi. Disse boliger var beboet af embedsmænd, pensionister og enker. I 1834 købte gartner Peter Hansen hjørnegrunden til Nørrebrogade og anlagde et gartneri. Den anden del af Nørrebrogade blev købt af stenhugger Jochumsen, som anlagde et stenhuggeri. Gartner Holmgren anlagde herefter et mindre gartneri mellem Korsvejen og Ladegårdsåen. Heraf kommer sandsynligvis navnet Gartnergade 
I de følgende år voksede der et selvstændigt kvarter op i området. Bygningerne var ofte usle lejekaserner bygget af spekulanter uden hensyn til kvalitet, æstetik eller hygiejne. Dette område fik det lidet flatterende tilnavn "Den sorte firkant", inden det blev saneret i 1970'erne.